# Alvah Augustus Eaton
Alvah Augustus Eaton (Seabrook, New Hampshire 1865 - 1908) fou um botânico dos Estados Unidos da América. Botânico autodidacta, estudou pteridófitos, pastos e orquídeas. Suas principais obras foram relacionadas com os géneros Equisetum e Isoetes.

## História
Muito de seu trabalho está documentado no Grey Herbarium da Harvard University. Os documentos consistem em dezesseis cadernos escritos entre aproximadamente 1895 e 1906, quatro cartas de 1899 a 1905 e alguns manuscritos não datados. Botânico autodidacta, estudou pteridófitos, pastos e orquídeas. Suas principais obras foram relacionadas com os géneros Equisetum e Isoetes. 
A abreviatura padrão do autor A.A.Eaton é usada para indicar esta pessoa como o autor ao citar um nome botânico.